# Jan Kudláček
Jan Kudláček (3. září 1928 Dolní Dubňany – 25. listopadu 2017 Praha) patří mezi české výtvarníky. Malíř, ilustrátor, grafik a tvůrce krátkometrážního loutkového filmu Železné boty (v režii Ludvíka Kadlečka).

## Život a dílo

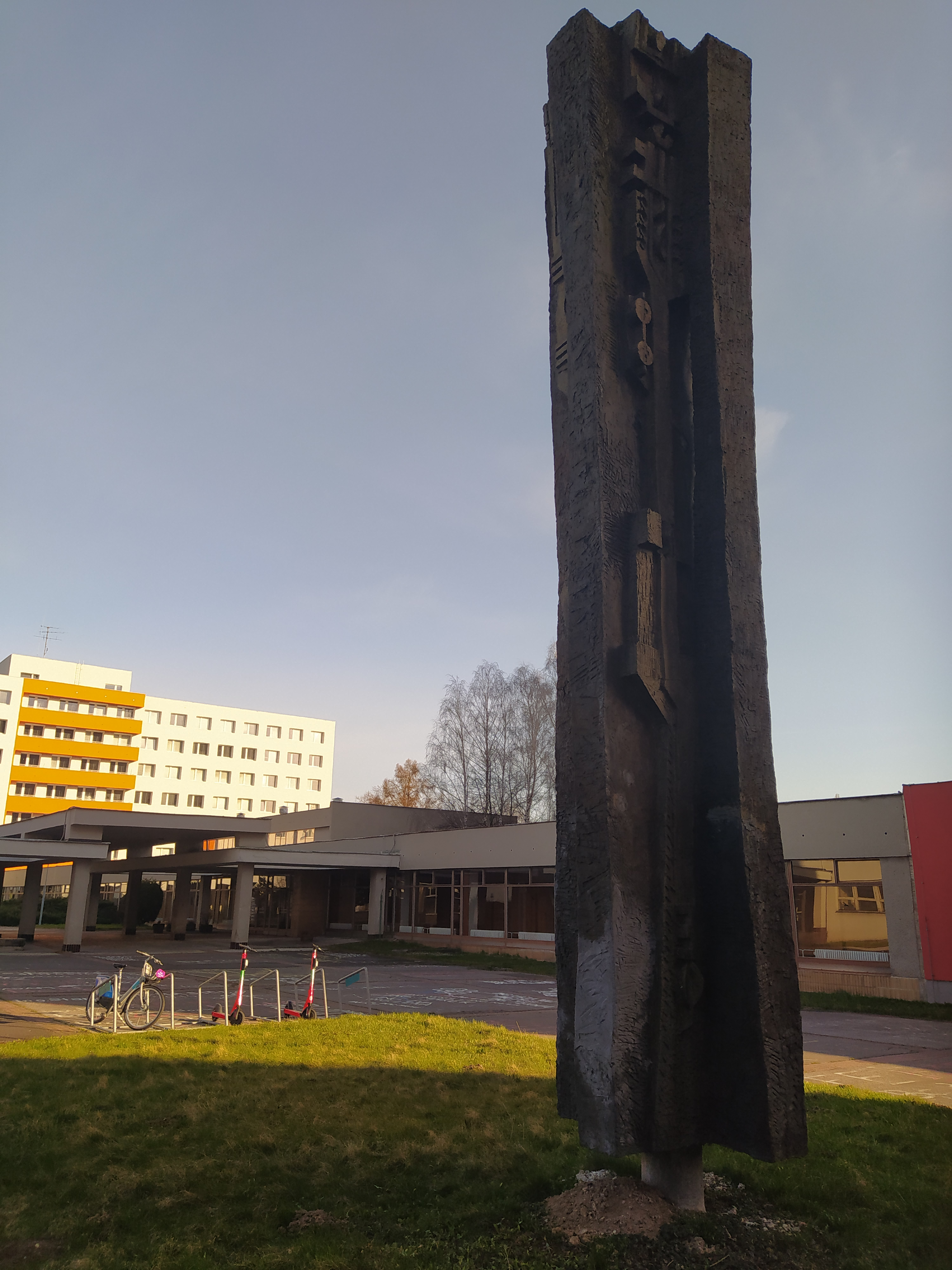
Stéla - dílo na kterém se podílel Jindřich Wielgus a Jan Kudláček

Dětství prožil na moravskokrumlovsku v rodných Dolních Dubňanech a v Moravském Krumlově, odkud se ve svých 12 letech odstěhoval s rodinou do Prahy. V letech 1945 až 1949 studoval u profesora Petra Dillingera a Karla Müllera na Státní grafické škole v Praze, v letech 1949 až 1950 dějiny umění na Univerzitě Karlově v Praze a v letech 1950 až 1957 na Akademii výtvarných umění v Praze u profesorů Vlastimila Rady a Vratislava Nechleby. 
Jeho umělecký záběr byl široký – kresba, ilustrace, grafika, animovaný film. Významné jsou ilustrace dětských knih, kde používal širokou škálu technik. Má zásluhu na rozvoji techniky koláže v oblasti ilustrace. Za knihu Petruška (Olga Hejná, 1970), získal v roce 1971 stříbrnou medaili v Lipsku. Profesně spolupracoval s nakladatelstvím Albatros, Artia nebo japonským nakladatelstvím Gakken, se spisovateli Bohumilem Říhou, Milenou Lukešovou, Jiřinou Rákosníkovou a dalšími.
Je zastoupen ve sbírkách Národní galerie, jejíž útvar ilustrace se nachází v Galerii výtvarného umění v Havlíčkově Brodě. Patří k ilustrátorům, kteří výrazně přispěli ke světové ilustraci pro děti. Obdržel mnoho domácích a zahraničních ocenění, včetně zapsání na Čestná listina IBBY.
Autorsky se také podílel s Jindřichem Wielgusem na abstraktní štíhlé vertikální plastice z epoxidové pryskyřice "Stéla", která je součástí expozic Univerzitního muzea VŠB – Technické univerzity Ostrava.